# 唐·辛普森
唐纳德·克拉伦斯·“唐”·辛普森（英語：Donald Clarence "Don" Simpson，1943年10月29日—1996年1月19日）是一名美国的电影制片人、编剧和演员。辛普森随他的生意合作伙伴傑瑞·布洛克海默，制作了一些颇受好评的电影，如1983年的《闪电舞》、1984年的《比佛利山超级警探》、1986年的《壮志凌云》以及1996年的《勇闯夺命岛》。他们所创造的电影为其票房赢得了30亿美元。

## 引用
- “为了赚钱，赢得奥斯卡奖可能会很重要，因为奥斯卡奖可能意味着再获得1000万美元的票房。”[2]